# Karl Düsterberg
Karl Düsterberg (geborener Kuczera; * 7. Mai 1917 in Deutsch-Krawarn, Hultschiner Ländchen; † 14. Juli 2014 in Rheine) war ein deutscher Unternehmer.

## Leben

### Jugend und Zweiter Weltkrieg
Seit dem Jahr 1933 arbeitete Düsterberg in Liegnitz und Berlin, danach trat er eine Lehre zum Gärtner in den Gärtnereien Karl Foersters in Bornim bei Potsdam an. Nach dem Überfall auf Polen 1939 wurde er zur Luftwaffe eingezogen und bei einer Flakeinheit in Lingen an der Ems eingesetzt. Anschließend absolvierte er die Ausbildung zum Kampfpiloten mit der Heinkel He 111P sowie der Heinkel He 111H bei der IV. Gruppe des Kampfgeschwaders 55 (KG 55) in Dijon und wurde Anfang 1943 zum VIII. Fliegerkorps an die Ostfront abkommandiert. Seit März 1943 flog er als Bordfunker und -schütze Einsätze mit der 9. Staffel/KG 55 im Raum Kirowohrad und Stalino bei Rückzugskämpfen der Luftflotte 4 und ab April 1943 Einsätze mit der 14. Staffel/KG 55 auf der Heinkel He 111H-16.
Im Jahr 1944 meldete er sich zum Kampfgeschwader 200 (KG 200) und flog von Bergamo aus Einsätze in Norditalien mit der 2. Staffel/KG 200 „Kommando Carmen“ als Pilot einer Junkers Ju 188. Mitte Mai 1945 kam er in Tisens in amerikanische Kriegsgefangenschaft und wurde danach in ein britisches Kriegsgefangenenlager in Rimini verlegt. Im Oktober 1945 wurde er in Bozen entlassen, reiste in die Britische Besatzungszone und lebte fortan in Rheine.

### Gründung von apetito
Nach Kriegsende trug Karl Düsterberg Brötchen aus, beendete die Ausbildung zum Gartenarchitekten, baute Folientunnel und betrieb als Kaufmann einen Obst- und Gemüsehandel. Am 1. April 1958 gründete er in Rheine die Karl Düsterberg KG, die tiefgekühlte Komplettmahlzeiten in Aluminiumschalen herstellte, und entwickelte dieses Unternehmen in den folgenden Jahrzehnten zu einem internationalen Konzern.
Im Jahr 1969 führte er das Cateringverfahren ein und 1971 entwickelte er in Zusammenarbeit mit dem Deutschen Roten Kreuz das Essen auf Rädern für zu Hause lebende Senioren. 1982 übergab er die Unternehmensleitung an seinen ältesten Sohn Wolfgang Düsterberg (* 1946) und wurde Vorsitzer des Aufsichtsrates. Im Jahr 1991 erfolgte die Umwandlung in die Apetito Fertigmenü-Aktiengesellschaft. Bis zu seinem Tode war er der Ehrenvorsitzende des Aufsichtsrates. Karl Düsterberg gehörte über viele Jahre dem Hauptvorstand des Deutschen Tiefkühlinstituts (dti) an und war Mitbegründer der Wirtschaftsvereinigung Steinfurt e. V.

### Stiftung
Im Jahr 1988 gründete er die Karl-Düsterberg-Stiftung mit dem Ziel der Förderung von Wissenschaft, Forschung, Bildung und Erziehung im Zusammenhang mit Lebensmitteln, Lebensmitteltechnologie, Ernährung und Ernährungsphysiologie sowie die berufliche Bildung des Lebensmittelbereichs.

## Auszeichnungen/Ehrungen

### Militärische
- Eisernes Kreuz II. und I. Klasse
- Frontflugspange in Bronze
- Deutsches Kreuz in Gold (1944)[5]
- Ehrenpokal für besondere Leistung im Luftkrieg (1944)
- Fliegerschützenabzeichen

### Zivile
- Bundesverdienstkreuz am Bande
- Ehrenbürger der Stadt Rheine
- Goldene Stadtmedaille Rheine (1992)
- Golden Crystal Lifetime Achievement Award